# Mick Jones (Foreigner)
Michael Leslie "Mick" Jones (* 27. prosince 1944, Portsmouth, Hampshire, Anglie) je anglický kytarista, skladatel a hudební producent, nejvíce známý jako člen rockové skupiny Foreigner.

## Diskografie

### Sólová diskografie
- Mick Jones (1989)